# Frostvikens samebyar
Frostvikens samebyar var ett tidigare namn på tre samebyar i Frostvikens socken i Strömsunds kommun i Jämtland. 
Byarna har numera sydsamiska namn: 
- Frostvikens norra sameby – Voernese sameby
- Frostvikens mellersta sameby – Ohredahke sameby
- Frostvikens södra sameby – Raedtievaerie sameby